# Corba de Laffer

La corba mostra en les abscisses els tipus impositius possibles (t) i mostra en ordenades la recaptació fiscal (T) que s'aconsegueix per aquest tipus impositiu.

La corba de Laffer representa la relació existent entre els ingressos fiscals i els tipus impositius, mostrant com varia la recaptació fiscal en modificar els tipus impositius. Va ser difosa per l'economista Arthur Laffer, encara que cinc segles abans l'economista nord-africà Ibn Khaldun ja havia teoritzat sobre la relació entre els tipus impositius i la recaptació, i també John Maynard Keynes uns pocs anys abans.
La corba representa els ingressos fiscals en relació amb el tipus impositiu. Si el tipus impositiu és zero, els ingressos fiscals seran també nuls. Si per contra els tipus impositius són del 100% els ingressos fiscals també s'anul·laran, ja que ningú oferiria ni demanaria el bé en qüestió. Per tant, entre aquests dos punts extrems, els ingressos en funció del tipus primer augmentaran per a continuació disminuir fins a arribar a zero.

## Descripció
La corba de Laffer mostra que l'increment dels tipus impositius no sempre comporta un augment de la recaptació fiscal. La característica més important d'aquesta corba és que indica que quan el tipus impositiu és suficient alt (t* en la gràfica adjunta), si es puja encara més, els ingressos recaptats poden acabar disminuint. La disminució de l'oferta del bé redueix fins a tal punt els ingressos fiscals que la pujada del tipus impositiu no compensa la disminució de l'oferta. Aquest fenomen s'anomena efecte Laffer, en honor de l'economista Arthur Laffer que va fer aquest gràfic a principi de la dècada de 1980.

## La corba de Laffer i la política fiscal de Reagan

Als Estats Units una reducció de l'impost sobre la renda del 91% al 70% es va correspondre amb una disminució en el creixement del 2,1% per any fins a l'1,5% per any. El creixement gairebé va desaparèixer quan es va reduir addicionalment a 28%.

El major creixement en l'ocupació i els ingressos fiscals es va produir durant anys quan la taxa d'impost sobre la renda superior era de 86 a 90%.

Quan Ronald Reagan es va presentar a la presidència dels Estats Units el 1980 va incloure la reducció d'impostos en el seu programa. Sostenia que els impostos eren tan alts que dissuadien de treballar a molts ciutadans i que una reducció dels tipus impositius donaria als individus incentius suficients per treballar, cosa que provocaria la millora del benestar econòmic i potser fins i tot dels ingressos fiscals. Aquesta política econòmica es va conèixer com a economia de l'oferta, ja que tractava d'incrementar l'oferta de treball.
Els fets no van confirmar la conjectura de Laffer que una reducció dels tipus impositius elevaria els ingressos fiscals. Quan Reagan va abaixar els impostos en ser elegit president dels Estats Units, el resultat va ser una reducció dels ingressos fiscals. L'impost sobre la renda va disminuir un nou per cent entre 1980 i 1984, tot i que la renda mitjana va créixer un quatre per cent. Històricament es va iniciar un període de forts dèficits fiscals. Sembla bastant improbable en el cas dels tipus impositius existents als Estats Units que s'hagi produït l'efecte Laffer. No obstant això, en altres països, com Suècia, en què són molt més alts, hi ha alguns proves que pot haver-se produït el fenomen de la corba de Laffer. En el mateix sentit, Paul Samuelson també manifesta que els ingressos fiscals van disminuir considerablement en relació amb la tendència observada després de les reduccions dels impostos de l'era Reagan.
John Kenneth Galbraith ha criticat durament la corba de Laffer: «partint de la circumstància indiscutible que si no s'imposaven gravamens no es recolliria cap ingrés públic i que si els impostos absorbien tots els recursos no es produiria cap renda, el professor Laffer va unir aquestes dues veritats indiscutibles amb una corba a mà alçada que mostrava que, augmentant els tipus impositius, el total dels recursos públic primer augmentaria i després cauria. (...) En un exercici posterior d'imaginació, el professor Laffer va passar a sostenir que la pressió fiscal havia superat als Estats Units el punt òptim, obtingut, com ja vam dir, a mà alçada. (...) És evident que ningú amb seny es va prendre seriosament la corba i les conclusions del professor Laffer. Cal atorgar, però, el mèrit d'haver demostrat que una manipulació justificativa, encara que evident, podia ser de gran utilitat pràctica. La reducció impositiva de la dècada dels vuitanta va ser, en no escassa mesura, producte de la invenció de Laffer».

## Demostració matemàtica
El fet que la corba de Laffer assoleix un màxim en un punt intermedi de l'interval es demostra pel teorema de Rolle. D'aquí que Milton Friedman afirmés: «If a tax cut increase government revenue, you haven't cut taxes enough» ('si una reducció d'impostos augmenta els ingressos del govern, és que no s'han reduït prou els impostos').